# District de Nyanza
Le district de Nyanza est un district qui se trouve dans la province du Sud du Rwanda. Son siège est la ville de Nyanza.